# Drymobius
Drymobius – rodzaj węży z podrodziny Colubrinae w rodzinie połozowatych (Colubridae).

## Zasięg występowania
Rodzaj obejmuje gatunki występujące w Stanach Zjednoczonych, Meksyku, Belize, Gwatemali, Hondurasie, Salwadorze, Nikaragui, Kostaryce, Panamie, Kolumbii, Wenezueli, Gujanie Francuskiej, Brazylii, Boliwii, Peru i Ekwadorze. 

## Systematyka

### Etymologia
Drymobius: gr. δρυμος drumos „dąbrowa, knieja”; βιος bios „tryb życia”, od βιοω bioō „żyć”.

### Podział systematyczny
Do rodzaju należą następujące gatunki: 
- Drymobius chloroticus
- Drymobius margaritiferus
- Drymobius melanotropis
- Drymobius rhombifer